# Kościół św. Stanisława Kostki w Płocku

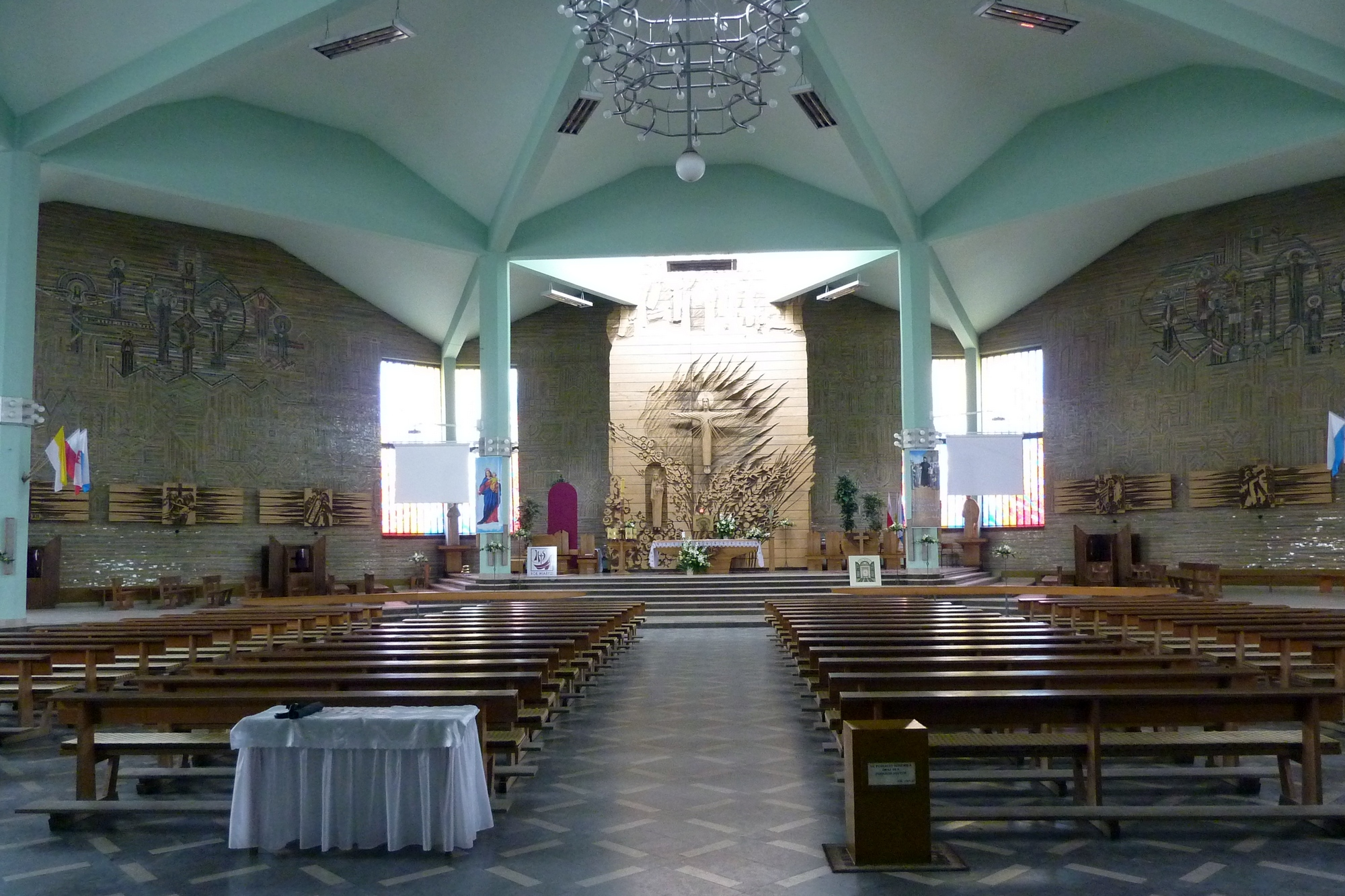
Wnętrze kościoła

Kościół św. Stanisława Kostki w Płocku (popularnie zwany Stanisławówką) – największa świątynia Płocka, zlokalizowana na osiedlu Dworcowa.

## Historia[1]

### Powstanie kościoła
Jej historia  sięga 1913 r., kiedy ks. Ignacy Lasocki na zakupionym przez siebie w 1907 r. folwarku pobenedyktyńskim utworzył zakład opieki dla dzieci, zwany Stanisławówką, a istniejącą tam stajnię koszarową zbudowaną pod koniec XIX wieku zaadaptował na kaplicę. Budynek został otynkowany, założono w nim posadzkę i oświetlenie elektryczne. Jeden kielich do kaplicy podarował papież Pius X. Poświęcenie kaplicy nastąpiło 14 listopada 1913 roku. 
W 1929 biskup płocki Antoni Nowowiejski przekazał nową kaplicę pod opiekę księży salezjanów i jednocześnie utworzył przy niej parafię św. Stanisława Kostki. Była to druga - po kościele św. Bartłomieja - świątynia parafialna w Płocku. 

### Okres II wojny światowej
W czasie II wojny kościół został zamieniony na fabrykę amunicji. Po zakończeniu okupacji salezjanie wrócili do kościoła. 

### Okres PRL
Dotychczasowa kaplica szybko okazała się zbyt mała. W 1975 uzyskano zgodę na wybudowanie nowej, dwupoziomowej świątyni w kształcie królewskiej korony, co miało przypominać, iż Płock był faktyczną stolicą Polski. Poświęcenie kościoła dolnego odbyło się 18 września 1983 przez biskupa płockiego Bogdana Sikorskiego, natomiast większy kościół górny konsekrował następca bp. Sikorskiego - biskup Zygmunt Kamiński 15 maja 1988. Wystrój wnętrz obu kościołów projektował ks. Tadeusz Furdyna SDB. Uwagę zwraca utrzymana w tonie pastelowym mozaika górnego kościoła oraz drewniany ołtarz główny, w którym znajdują się figury Jezusa Miłosiernego i Matki Bożej Wspomożycielki Wiernych. Autorem Drogi Krzyżowej w kościele jest rzeźbiarz Wojciech Gryniewicz, realizacja (płaskorzeźb) powstała w 1981 roku.
Kościół św. Stanisława Kostki w latach komunizmu był kolebką płockiej „Solidarności”. Tutaj w latach osiemdziesiątych XX wieku odbywały się co miesiąc msze za Ojczyznę, gromadzące tysiące płocczan. Ich inicjatorami byli ks. Stanisław Koronkiewicz SDB, ówczesny proboszcz parafii, oraz ks. Walerian Jastrzębiec-Święcicki SDB, wtedy wikariusz, a w latach 2006-2011 proboszcz Stanisławówki. Te spotkania upamiętnia odsłonięty przed kościołem w 2000 roku Pomnik Ofiar Protestów Robotniczych. Jego głównym elementem jest popiersie ks. Jerzego Popiełuszki. 

### Okres III RP
Stanisławówka jest miejscem wielu ważnych dla Płocka i diecezji płockiej uroczystości. W 1996 parafia gościła peregrynującą po Polsce figurę Matki Bożej Fatimskiej, zaś w 2005 wędrującą po całym świecie ikonę Matki Bożej Stolicy Mądrości, poświęconą przez papieża Jana Pawła II. W 2006 to tutaj rozpoczęły się ogólnopolskie uroczystości upamiętniające 30. rocznicę Wydarzeń Czerwcowych 1976.
W dniach 16-17 września 2007 parafię nawiedziły relikwie św. Dominika Savio.
10 października 2010 w kościele odsłonięto tablicę pamiątkową poświęconą ofiarom katastrofy polskiego Tu-154 w Smoleńsku.
Przy Stanisławówce działa duszpasterstwo akademickie Petroklezja.